# Tonio Kröger
Tonio Kröger (1903) je novela německého spisovatele Thomase Manna, nositele Nobelovy ceny za literaturu za rok 1929. Roku 1964 novelu zfilmoval německý režisér Rolf Thiele.

## Charakteristika a děj
Ústřední postavou tohoto díla je umělec, bolestně hledající rovnováhu mezi duchem a životem, vlastní výlučností a zařazením se do všedního řádu života. Spisovatel Tonio Kröger již jako dítě pociťoval svou výjimečnost a odlišnost a z ní vyplývající izolovanost, což pro něho bylo zdrojem sklíčenosti.
Jako dospělý je rozpolcenou bytostí. Na jedné straně není schopen vést jakýkoliv měšťácky tradiční, spořádaný způsob života, na to je příliš umělcem. Zároveň se však nemůže nikdy úplně ztotožnit s formou existence, která plyne z jeho spisovatelství: je na to příliš měšťákem. Tak se společenský protiklad mezi měšťáctvím a uměním stává jeho vnitřním protikladem. V mládí prožije dvě nešťastné lásky (první ke chlapci a druhá k dívce), a i to ho utvrzuje v poznání, že samota a vyřazenost ze života jsou jeho nezměnitelným životním údělelem. Tonio pokládá své spisovatelství za klatbu a sám je také, ve jménu lásky k životu, proklíná. Zdá se mu nesnesitelné stále jen psát život, tj. vytvářet lidské postavy a jejich osudy, a přitom být ze skutečného života lidí neustále vyřazován. Nakonec však rezignuje na možnost osobního štěstí, ale láska k životu zůstává nejvlastnějším principem jeho další tvorby.
Novela se tak stává analýzou fenoménu osamělosti umělce.